# Молуккский религиозный конфликт
Молуккский религиозный конфликт — вооружённый конфликт, протекавших в период с 1999 до 2002 года на территории Индонезийского региона Малуку между мусульманскими и христианскими общинами.

## Предпосылки

### Государственный сектор

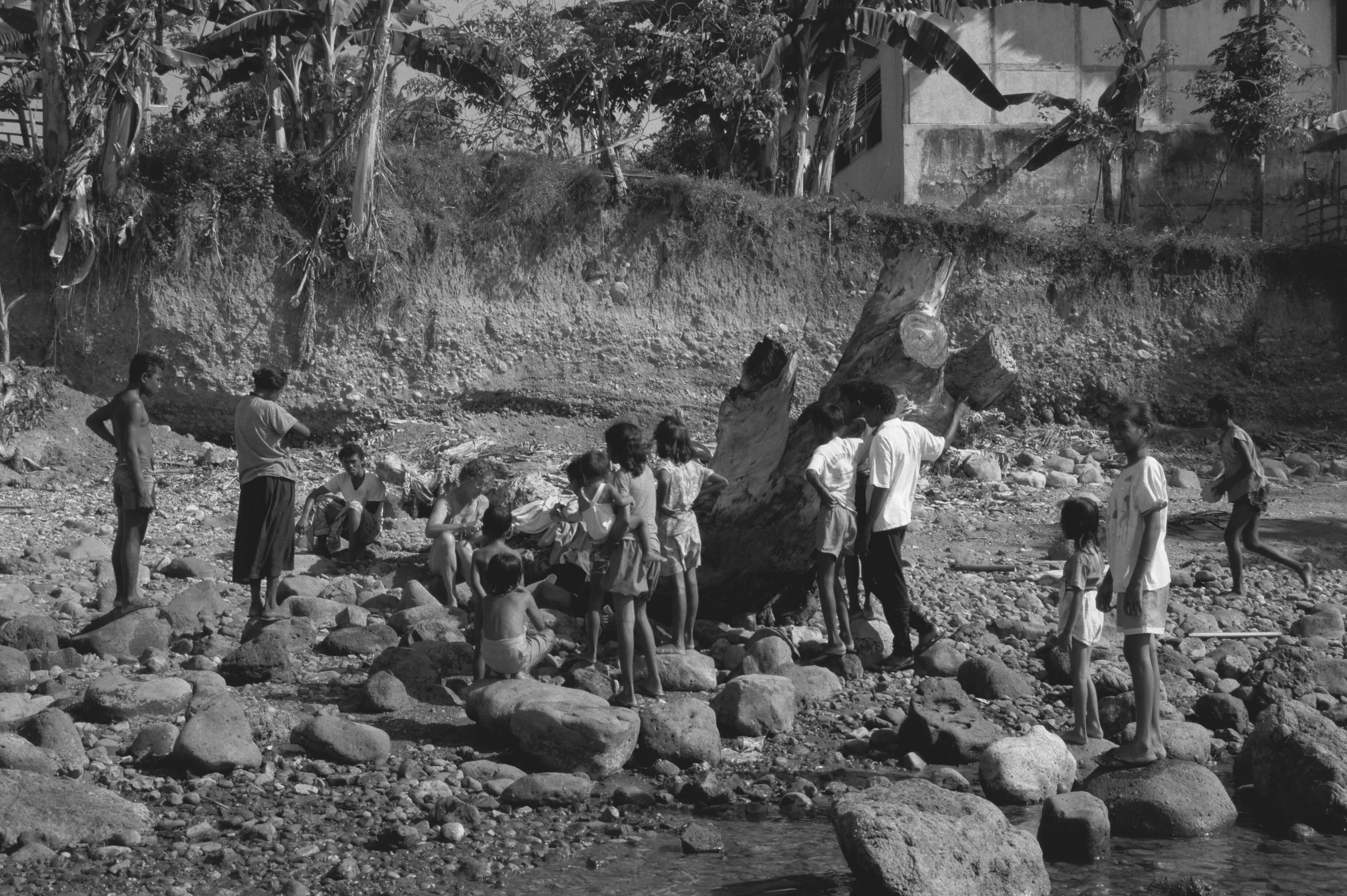
Группа людей на северном побережье Амбона, 1998

Вместе с голландскими колонизаторами на остров Амбон прибыла миссионерская образовательная деятельность, поощрявшая в первую очередь христианское население, охотнее продвигая его также по гражданской службе, в отличие от мусульман. Показательно, что по результатам переписи 1930 года в христианских районах процент грамотного населения составил 50 %, в сравнении с 7 % по всей стране. С колониальных времён до начала 1990-х годов на Малуку наблюдался нестандартно большой процент занятости в государственном секторе экономики. Через восемь лет, к 1998 году, этот показатель сократился на треть, что подорвало стабильность христианского населения, пользовавшихся этим сектором. В том же году в Азии протекал финансовый кризис, что ещё сильнее сократило государственный сектор. Первопричиной разжигания конфликта стало падение авторитарного режима «Нового порядка» второго президента Индонезии Сухарто, за чем последовал беспорядок, рост сепаратистских, межэтнических и религиозных конфликтов по всей стране ввиду общего ослабления институтов давления бывшего президента. К моменту ослабления власти Сухарто в рядах вооружённых сил уже сформировались различные группировки, преследовавшие свои, преимущественно корыстные цели обогащения. Система обеспечения безопасности была парализована. Политика третьего президента страны Хабиби по децентрализации экономики лишь усугубило коррупционную ситуацию и помогла некоторым фигурам укрепить своё положение. Таким образом количество рабочих мест стремительно сокращалось. Положение христиан в государственном секторе, а также исламизация, проводившаяся в эпоху Нового порядка, заставляла их беспокоиться о своём будущем, а некоторые христианские политики Амбона открыто заявляли об «угрозе христианской идентичности».

### Провоцирование конфликта
Мусульмане, сконцентрированные в районе Батумир города Амбон, ощущали превосходство христиан над ними в сфере трудоустройства. Назначенный в 90-х губернатор Малуку Латуконсина вёл мусульманскую политику. И он, и его христианские конкуренты в период правления Латуконсина в 1992—1997 годах прибегали к помощи криминальных группировок, чтобы те угрожали их политическим соперникам. 22 ноября 1998 года в столице Индонезии, в городе Джакарта произошло столкновение между христианскими и мусульманскими бандитскими группами. Причиной конфликта являлась борьба за монополию в игорном бизнесе. 13 человек было убито, более сотни бандитов были задержаны полицией и выслано обратно в Амбон. Многие из них, возможно, тренировались и получали деньги за счёт средств из армейских кругов, пытавшихся спровоцировать конфликт; хотя Энтони Реган, исследователь постколониальных конфликтов, полагал, что скидывание ответственности на власти является распространённой моделью приглаживания противоречий в Индонезии. Так или иначе, обе стороны конфликта в конечном итоге пришли к консенсусу, что инцидент был спровоцирован внешними провокаторами.

## Конфликт
19 января 1999 в Амбоне произошла перепалка между христианином-водителем автобуса и пассажиром-мусульманином, эмигрантом из народа буги. Изначально конфликт являлся межобщинным, но вскоре перерос в конфронтацию между христианскими и мусульманскими районами Амбона. Представители сторон начали нападать на религиозные объекты друг друга. Впоследствии конфликт распространился на весь остров Амбон и 14 других Молуккских островов.